# VQWiki
VQWiki, también conocido como Very Quick Wiki, es un motor wiki escrito utilizando tecnología JSPs y Java Servlet. Está diseñado para ser instalado y funcionar con esfuerzo mínimo en el rango de los servidores de aplicaciones Java, así como Tomcat.
Está liberado como software libre bajo la licencia LGPL.
Algunas de las características destacadas son una persistencia basada en ficheros o en base de datos, analizadores configurables, wikis virtuales y notificaciones de cambios por correo electrónico.